# Marcus Antonius Primus
Marcus Antonius Primus, né vers 23 à Tolosa et mort vers 98 dans la même ville, est un homo novus d’origine gauloise devenu sénateur et chef d'armée romain. Surnommé Beccus (« bec de coq ») dans sa jeunesse. Il assure l'Empire à Vespasien par son activité militaire, emportant la victoire sur les partisans de Vitellius à l'issue de la bataille de Crémone en 69.

## Biographie
Marcus Antonius Primus nait vers 23 à Tolosa, en Gaule Narbonnaise, une ville qui porte le titre de colonie depuis le règne de l'empereur Auguste. Il est peut-être issu de la famille d'un partisan de Marc Antoine installé dans la région à l'issue de la dernière Guerre civile de la République romaine, dont la descendance a prospéré. Son père a du être chevalier et il est vraisemblable que Marcus Primus ait accédé à la Curie romaine à la suite de la volonté d'Auguste puis Tibère d'en donner l'accès à l'élite des colonies et municipes des Gaules. D'après  Suétone, il est surnommé Beccus (« bec de coq ») dans sa jeunesse.
Marcus Primus apparaît dans la documentation en 61 dans un épisode peu glorieux rapporté par Tacite et Dion Cassius : impliqué dans une affaire de faux testament au détriment d'un sénateur âgé, il est condamné par Néron au nom de la lex Cornelia et exclu du Sénat puis exilé. En 68, Galba le réintègre au Sénat, et lui confie le commandement de la VIIe légion Galbiana, nouvelle unité basée en Pannonie. Après l’assassinat de Galba en 69, Antonius aurait envoyé des courriers à son successeur Othon, demandant un commandement plus important contre son soutien face à Vitellius, courriers qu'Othon laissa sans suite.
Il prend parti pour Vespasien contre Vitellius avec les autres gouverneurs de Mésie et de Dalmatie. Partisan d’une offensive sans attendre l’armée de Vespasien qui est en Orient, il descend sur l’Italie avec quelques détachements et de la cavalerie, occupe Aquilée, puis Padoue, Este, Vicence et Vérone. Il outrepasse ainsi les consignes écrites de Vespasien qui ordonnait de s’arrêter à Aquilée pour l’attendre, mais coupe la route venant du col du Brenner aux éventuels renforts de Germanie qu’espère Vitellius. Peu à peu, cinq légions des armées danubiennes se regroupent à Vérone. Antonius se montre seul capable d’en assurer le commandement après avoir calmé deux séditions de soldats qui s’en prenaient à leurs chefs. En face de lui, Alienus Caecina, à la tête de huit légions, tergiverse : il parlemente, puis annonce subitement son ralliement à Vespasien, ses soldats s’insurgent et l’emprisonnent. Après un bref affrontement à la bataille de Bedriacum (24 octobre 69), les Vitelliens se replient en direction de Crémone. Antonius les suit, et les affronte dans une bataille de rencontre improvisée et confuse. Tacite soulignera la vaillance et la qualité de commandement de Primus dans cette bataille : « Antonius n'omet dans ce désordre aucun des devoirs d'un habile capitaine et d'un intrépide soldat. Il court à ceux qui chancellent, retient ceux qui lâchent pied ; partout où le danger redouble, partout où s'offre quelque espoir, il ordonne, combat, encourage, toujours en vue à l'ennemi, en spectacle aux siens ».
Maître du terrain, Antonius regroupe les légions près de Crémone, et doit faire face à une nouvelle armée vitellienne arrivée à marche forcée. Antonius n'a que le temps d'organiser ses troupes en ligne de bataille. Les combats durent toute la nuit. Vainqueurs à l'aube et désireux de faire du butin, les soldats d'Antonius s'emparent de la cité de Crémone dans un dernier effort, et Antonius leur laisse libre cours pour la piller et l'incendier pendant quatre jours,.
Après la bataille de Crémone, chaque camp se réorganise : les partisans de Vespasien dominent maintenant la plaine du Pô et les deux rives de la mer Adriatique. Antonius se pose en chef des forces de Vespasien, il veut poursuivre l’offensive et franchir les Apennins malgré l’approche de l’hiver. Mucien, légat de Syrie, progresse vers l’Italie avec ses légions. Les échanges de courrier entre Mucien et Antonius tournent vite à l’aigre : Mucien n’entend pas céder la direction du parti de Vespasien, tandis qu’Antonius s’irrite de ne pas voir reconnus son action et ses mérites. Les lettres orgueilleuses qu’il adresse à Vespasien ne contribuent pas à améliorer sa réputation. Dans l’autre camp, Fabius Valens, général de Vitellius, abandonne son armée dans l’Italie centrale, afin d’aller chercher des renforts en Gaule et en Germanie. Tandis qu'Antonius envoie des lettres de contrordre aux unités qui faisaient route depuis la Germanie à l’appel des vitelliens, Fabius Valens est capturé près de Massilia et transféré en Italie. Cette capture provoque le ralliement à Vespasien de l’Espagne et des Gaules.
Antonius franchit les Apennins en Ombrie sans rencontrer de résistance. Près de Narni, les dernières troupes vitelliennes ont été abandonnées par les chefs. Pour les démoraliser, on exécute Fabius Valens et on exhibe sa tête, ainsi Antonius obtient leur capitulation.
La guerre civile semble s’achever mi-décembre 69, avec la perspective d’une abdication de Vitellius, négociée à Rome par Titus Flavius Sabinus, préfet de Rome et frère aîné de Vespasien. Antonius apprend la détérioration subite de la situation à Rome, les partisans de Vitellius refusent son abdication et assiègent Flavius Sabinus dans la forteresse du Capitole. Antonius gagne Rome aussi rapidement que possible, mais quand il arrive, le Capitole est en feu et Flavius Sabinus a été exécuté. Les soldats d’Antonius pénètrent dans Rome, malgré une ultime résistance dans les faubourgs et dans le camp des prétoriens, puis se livrent à une chasse à l'homme contre tous ceux qui semblent avoir été des soutiens de Vitellius,.
Le 20 décembre 69, le Sénat proclame Vespasien empereur et le désigne consul pour l'année 70 avec son fils Titus. Vitellius est appréhendé et sommairement exécuté quelques jours plus tard. Antonius doit se contenter des insignes consulaires. Il ne peut obtenir le triomphe pour ses victoires car elles ont été remportées contre des Romains. C'est donc à son concurrent Mucien que le Sénat décerne les insignes triomphaux, pour une campagne sur les Sarmates.
Quelques jours plus tard, l’arrivée de Mucien à Rome met un terme à la puissance d’Antonius. Mucien se comporte en maître, et s’attribue tout le mérite du succès contre Vitellius en se vantant d’avoir tenu le pouvoir entre ses mains pour le donner ensuite à Vespasien. À partir de ce moment, faute de source antique, nous ne disposons plus d’information sur la carrière publique d’Antonius. On sait d’une façon générale que Vespasien tarda à récompenser les troupes qui l’avaient soutenu. Il est possible mais non attesté qu’Antonius se retire alors dans sa ville natale et y meurt loin des affaires en cultivant les lettres. Le poète Martial lui fera une dédicace vers l’année 98.

## Historiographie
Tacite fait un rude portrait d’Antonius Primus dans sa narration de l’année 69 : « doué de courage physique, beau parleur, maître dans l’art de provoquer la jalousie envers les autres, tirant son pouvoir des discordes et des séditions, pillard, prodigue, homme détestable en temps de paix, mais qui, en temps de guerre, n’était pas à dédaigner ».
Pourtant, le poète Martial qui bénéficia de l’estime d’Antonius pour ses poésies lui dédia une de ses épitres vers l’année 98, à l’époque de ses 75 ans. Le contraste est grand entre ce portrait d’un vieil homme paisible et l’image du personnage donnée par Tacite : 
« L'heureux Antonius Primus compte quinze olympiades passées dans de tranquilles loisirs ; il reporte sa pensée vers les jours, les années qu'il a paisiblement traversés. Si proche qu'il en soit, il ne craint pas les eaux du Léthé. Il n'est pas un moment de sa vie dont le souvenir lui soit importun ; il n'en est pas un qu'il n'aime à se rappeler. Ainsi l'homme de bien agrandit son existence ; c'est vivre une seconde fois que de pouvoir jouir de sa vie passée ».
L'Histoire littéraire de la France lui consacre un chapitre.